# Wingertsberg (Naturschutzgebiet)
Koordinaten: 49° 49′ 18″ N, 7° 29′ 16,8″ O
Der Wingertsberg ist ein Naturschutzgebiet im Landkreis Bad Kreuznach in Rheinland-Pfalz.
Das etwa 1,3 ha große Gebiet liegt im Flurstück Im Wingertsberg in der Ortsgemeinde Brauweiler (in der Verbandsgemeinde Kirn-Land) und wurde am 7. Dezember 1982 von der Bezirksregierung Koblenz unter Schutz gestellt. Es befindet sich an der südsüdwestlichen Flanke des Halgersberges, orographisch links über dem Simmerbach im Simmerbachdurchbruch im Großen Soon des Soonwaldes im Hunsrück.
Durch die Unterschutzstellung soll der Wingertsberg „mit seinen Trockenrasen als Lebensraum seltener in ihrem Bestand bedrohter wildwachsender Pflanzen und Pflanzengesellschaften sowie seltener in ihrem Bestand bedrohter Tierarten aus wissenschaftlichen und naturgeschichtlichen Gründen“ erhalten werden.